# Parque Nacional Natural Utría
Der Parque Nacional Natural Utría ist ein im Jahr 1987 gegründeter kolumbianischer Naturpark. Er erstreckt sich über eine Fläche von 643,28 km² entlang der Pazifikküste auf dem Gebiet der Gemeinden Nuquí und Bahía Solano im Departement Chocó. Von der Küste reicht er bis zu Bergen mit einer Höhe von bis zu 1200 m über dem Meer. Der höchste Punkt des Parkes ist der Alto del Buey, auf dem auch der Río Baudó entspringt.
Der 1987 ausgewiesene Park wird von der IUCN als Marines Schutzgebiet geführt und hat die WDPA ID 303549.

## Geographie und Biodiversität
Das Klima ist bei Temperaturen zwischen 23 und 30 °C und einer relativen Luftfeuchte von 80 bis 95 % warm und feucht. An mindestens 300 Tagen pro Jahr regnet es zudem, wobei sich der jährliche Niederschlag auf etwa 10.000 Liter pro Quadratmeter summiert.
Der Park gilt als eine der Gegenden mit der weltweit größten Biodiversität, was wohl der engen Verzahnung von primärem Regenwald und Meeresküste geschuldet ist. Vor allem die Avifauna ist dank zahlreicher Zugvögel mit ca. 270 Arten extrem reich und umfasst auch sehr seltene, endemische Arten wie den Braunmantel-Stirnvogel Psarocolius cassini, den Kerrtinamu Crypturellus kerriae oder die Esmeraldas-Ralle Aramides wolfi. Daneben beherbergt der Naturpark zahlreiche Amphibien – über 140 Froschlurch-Arten, davon etliche endemisch – und ca. 70 Reptilien-Arten, von der Oliv-Bastardschildkröte Lepidochelys olivacea bis zur Abgottschlange Boa constrictor. Unter den größeren Landsäugetieren des Parks sind u. a. der Große Ameisenbär Myrmecophaga tridactyla, der Ozelot Felis pardalis sowie der Jaguar Panthera onca zu nennen.
Der bekannteste Bereich des Parkes ist die Ensenada de Utría, eine mit einer Länge von ca. 5 km und einer Breite von etwa 500 m schmale und langgestreckte, fjordartige Meeresbucht. Die warme Ensenada wird an den flachen Uferbereichen von Sandstränden und Mangrovensümpfen gesäumt und dient als „Kinderstube“ für sehr viele Meerestiere – imposantestes Beispiel sind wohl Buckelwale (Megaptera novaeangliae), die von Mai bis November die warmen Küstengewässer der Region zur Fortpflanzung aufsuchen und manchmal in der Ensenada mit ihren Babys zu sehen sind. In den Küstengewässern des Parks leben daneben u. a. um die 100 Fischarten und 105 Arten der Krebstiere. Eine weitere ausgesprochene Seltenheit für die kolumbianische Pazifikküste ist ein kleines Korallenriff am Eingang der Ensenada. Dort ist auch die Verwaltung des Naturparks zu finden, wo es zudem in einfachen Hütten Übernachtungsmöglichkeiten für Touristen gibt. Erreichbar ist die Parkverwaltung per Boot von dem etwa 10 km nördlich liegenden El Valle.